# Strumatophyma
Strumatophyma is een geslacht van kevers uit de familie bladkevers (Chrysomelidae).
De wetenschappelijke naam van het geslacht werd in 1871 gepubliceerd door Joseph Sugar Baly.

## Soorten
- Strumatophyma lopatini Daccordi, 2005